# Заверуха Антоніна Іванівна
Заверюха Антоніна Іванівна (нар. 15 квітня 1922, село Тростянець, зараз Тиврівського району Вінницької області — 5 грудня 2006, село Тростянець, Тиврівського району Вінницької області) — ланкова колгоспу «Червоний промінь» Вороновицького району Вінницької області. Герой Соціалістичної Праці (16.02.1948).